# Betanzos Club de Fútbol
El Betanzos Club de Fútbol es un equipo de fútbol español de la localidad de Betanzos, en la provincia de La Coruña, Galicia. Fundado en 1952, este equipo juega en la temporada 2024-25 en la quinta categoría de la liga española, la Tercera RFEF, concretamente en el Grupo 1.

## Historia
Su nombre original era Brigantium Club de Fútbol, hasta que en 1992 se cambió al actual.

## Estadio
Su estadio es, desde 1990, el García Hermanos, con una capacidad de 500 asientos (sustituyendo a O Carregal, reservado ahora para partidos de equipos inferiores y entrenamientos).

## Uniforme
Primera equipación: camiseta roja, pantalón azul y medias rojas.

## Datos del club
- Temporadas en 1ª: 0
- Temporadas en 2ª: 0
- Temporadas en 1ªRFEF: 0
- Temporadas en 2ªRFEF: 0
- Temporadas en 3ªRFEF: 30
- Temporadas en Preferente Futgal: 16
- Temporadas en 1ª Futgal: 22
- Temporadas en 2ª Futgal: 3
- Mejor puesto en la liga: 3º (Tercera División, temporada 2001/02)
- Promociones de ascenso a 2ªB: 2 (Tercera División, temporada 1997/98, 2001/02)
- Trayectoria:

| Temporada      | Nivel | Categoría      | Posición |
| -------------- | ----- | -------------- | -------- |
| 1952/53        | 4     | Serie A        | 4º       |
| 1953/54        | 4     | Serie A        | 2º       |
| 1954/55 (1ªf.) | 4     | Serie A        | 1º       |
| " (2ªf.)       | 3     | Permanencia 3ª | 7º       |
| 1955/56        | 3     | 3.ª            | 10º      |
| 1956/57        | 3     | 3.ª            | 16º      |
| 1957/58        |       | no compite     |          |
| 1958/59        |       | no compite     |          |
| 1959/60        | 6     | 2ª Comarcal    | 3º       |
| 1960/61        | 5     | 1ª Comarcal    | ??       |
| 1961/62        | 5     | 1ª Comarcal    | ??       |
| 1962/63        | 5     | 1ª Comarcal    | ??       |
| 1963/64        | 5     | 1ª Comarcal    | ??       |
| 1964/65        | 4     | Serie A        | 2º       |
| 1965/66        | 3     | 3.ª            | 14º      |
| 1966/67        | 3     | 3.ª            | 13º      |
| 1967/68        | 3     | 3.ª            | 16º      |
| 1968/69        | 6     | 2ª Regional    | ??       |
| 1969/70        | 5     | 1ª Regional    | ??       |
| 1970/71        | 5     | 1ª Regional    | ??       |
| 1971/72        | 5     | 1ª Regional    | ??       |
| 1972/73        | 5     | 1ª Regional    | 1º       |
| 1973/74        | 5     | 1ª Regional    | 1º       |
| 1974/75        | 5     | 1ª Regional    | 4º       |
| 1975/76        | 5     | 1ª Regional    | 5º       |

| Temporada | Nivel | Categoría   | Posición |
| --------- | ----- | ----------- | -------- |
| 1976/77   | 5     | 1ª Regional | 6º       |
| 1977/78   | 6     | 1ª Regional | 7º       |
| 1978/79   | 7     | 2ª Regional | 5º       |
| 1979/80   | 7     | 2ª Regional | 1º       |
| 1980/81   | 6     | 1ª Regional | 17º      |
| 1981/82   | 6     | 1ª Regional | 4º       |
| 1982/83   | 6     | 1ª Regional | 12º      |
| 1983/84   | 6     | 1ª Regional | 13º      |
| 1984/85   | 6     | 1ª Regional | 9º       |
| 1985/86   | 6     | 1ª Regional | 2º       |
| 1986/87   | 5     | Preferente  | 3º       |
| 1987/88   | 5     | Preferente  | 2º       |
| 1988/89   | 4     | 3.ª         | 13º      |
| 1989/90   | 4     | 3.ª         | 8º       |
| 1990/91   | 4     | 3.ª         | 15º      |
| 1991/92   | 4     | 3.ª         | 18º      |
| 1992/93   | 5     | Preferente  | 1º       |
| 1993/94   | 4     | 3.ª         | 7º       |
| 1994/95   | 4     | 3.ª         | 8º       |
| 1995/96   | 4     | 3.ª         | 9º       |
| 1996/97   | 4     | 3.ª         | 5º       |
| 1997/98   | 4     | 3.ª         | 4º       |
| 1998/99   | 4     | 3.ª         | 13º      |
| 1999/00   | 4     | 3.ª         | 5º       |
| 2000/01   | 4     | 3.ª         | 7º       |

| Temporada | Nivel | Categoría  | Posición |
| --------- | ----- | ---------- | -------- |
| 2001/02   | 4     | 3.ª        | 3º       |
| 2002/03   | 4     | 3.ª        | 14º      |
| 2003/04   | 4     | 3.ª        | 12º      |
| 2004/05   | 4     | 3.ª        | 10º      |
| 2005/06   | 4     | 3.ª        | 16º      |
| 2006/07   | 4     | 3.ª        | 15º      |
| 2007/08   | 4     | 3.ª        | 18º      |
| 2008/09   | 5     | Preferente | 3º       |
| 2009/10   | 5     | Preferente | 4º       |
| 2010/11   | 5     | Preferente | 1º       |
| 2011/12   | 4     | 3.ª        | 15º      |
| 2012/13   | 4     | 3.ª        | 13º      |
| 2013/14   | 4     | 3.ª        | 18º      |
| 2014/15   | 5     | Preferente | 19º      |
| 2015/16   | 6     | 1ª Galicia | 1º       |
| 2016/17   | 5     | Preferente | 13º      |
| 2017/18   | 5     | Preferente | 17º      |
| 2018/19   | 6     | 1ª Galicia | 3º       |
| 2019/20   | 6     | 1ª Galicia | 2º       |
| 2020/21   | 5     | Preferente | 4º       |
| 2021/22   | 6     | Preferente | 5º       |
| 2022/23   | 6     | Preferente | 2º       |
| 2023/24   | 5     | 3ª RFEF    | 12º      |
| 2024/25   | 5     | 3ª RFEF    | 18º      |

## Palmarés
- Copa Real Federación Española de Fútbol - Fase Gallega (1): 1994-95.
- Copa Federación Gallega de Fútbol (1): 1952-53.
- Preferente Autonómica (2): 1992-93, 2010-11.
- Primera División del Campeonato Comarcal de As Mariñas (2): 1972-73, 1973-74.

### Trofeos amistosos
- Trofeo San Roque  (19): 1964, 1966, 1968, 1969, 1970, 1976, 1977, 1985, 1986, 1987, 1988, 1996, 1999, 2008, 2010, 2011, 2012, 2016, 2019
- Trofeo Cidade de Betanzos (3): 2010, 2012, 2019 (faltan algunos por contabilizar)

## Jugadores famosos
- Paco Buyo
- Dani Rodríguez
- Fran Caínzos
- Juan Cabrejo
- José Luis Carro Pita
- Amador Cortés
- Julito Roel
- Óscar Gilsanz (también entrenador)

- Datos: Q3392168